# Rex Motor Car Company
Rex Motor Car Company war ein US-amerikanischer Hersteller von Automobilen. Es findet sich auch die Firmierung Rex Automobile Car Company.

## Unternehmensgeschichte
Das Unternehmen hatte seinen Sitz in Indianapolis in Indiana. 1908 begann die Produktion von Automobilen. Der Markenname lautete Rex. Im Februar 1909 berichtete eine Zeitung, das der Umzug in ein Werk in Greencastle in Indiana geplant sei. Danach verliert sich die Spur des Unternehmens.
Es gab keine Verbindung zur Rex Motor Company, die ein paar Jahre später den gleichen Markennamen verwendete.

## Fahrzeuge
Im Angebot standen Highwheeler. Mit den großen Rädern eigneten sie sich gut für die damaligen schlechten Straßen. Typisch waren die Vollgummireifen. Der Aufbau wird als Motor Buggy beschrieben.